# Ramón Gener Sala
Ramón Gener Sala (Barcelona, 1967), conocido como Ramón Gener, es un músico, humanista y escritor. Licenciado en Humanidades y Ciencias Empresariales, recibió además formación en piano y canto. Tras varios años de trabajo como barítono dejó el canto e inició su etapa como divulgador musical en radio y televisión. En 2011 empezó su carrera en televisión como conductor del programa Òpera en texans. Más tarde dirigió y presentó This is Opera (2015), This is Art (2017 y 2018) y 200; una noche en el Prado (2019).

## Biografía
Desde pequeño escuchaba ópera y música clásica en su casa gracias a su madre. Empezó a recibir clases de música a los 6 años en el Conservatorio Superior de Música del Liceo de Barcelona donde recibió clases de piano hasta los 11 años. Se formó con la pianista Anna Maria Albors. Tras un paréntesis en su adolescencia, a los 18 años se planteó la posibilidad de cantar ópera y empezó a estudiar canto bajo la supervisión de la soprano Victoria de los Ángeles. Completó sus estudios privados de voz en Varsovia con el barítono Jerzy Artysz y en Barcelona con el tenor Eduard Giménez. 
Debutó como cantante en el Palacio de la Música Catalana en el papel de protagonista en la ópera Noye's Fludde de Benjamin Britten. A partir de entonces interpretó papeles de barítono en oratorios como el Requiem de Fauré, el Stabat Mater de Franz Schubert o el Magnificat de Bach y en óperas como Las bodas de Fígaro (Almaviva), El elixir de amor (Belcore), El barbero de Sevilla (Figaro), Carmen (Dancaire), El murciélago (Eisenstein), Così fan tutte (Guglielmo) o La flauta mágica (Sprecher). En la temporada 1999-2000 debutó en el Gran Teatro del Liceo con Sly, ovvero La leggenda del dormiente risvegliato. En la temporada siguiente volvió para cantar en la ópera Billy Budd de Benjamin Britten. 
Más tarde dejó el canto pero continuó vinculado al mundo de la música dando conferencias y cursos sobre historia de la música y de la ópera, momento en el que recibió la propuesta de trabajar en la televisión y radio. 
En la radio trabaja como colaborador en los programas Versió RAC1 (en catalán) y De Pe a Pa de RNE. También colaboró durante dos temporadas en el programa Hoy por hoy de la Cadena SER. 
En 2011 estrenó en el canal 33 de la Televisión de Cataluña el programa divulgativo Òpera en texans donde se explicaba y analizaba la ópera de manera informal. El programa, que se emitió en antena durante tres temporadas, fue galardonado en la XVIII edición de los premios Zapping, otorgados por Telespectadores Asociados de Cataluña (TAC) en la categoría de mejor programa divulgativo/cultural/documental.
En 2014 publicó en catalán el libro Si Beethoven pogués escoltar-me donde Ramón Gener comparte historias, anécdotas curiosas y pinceladas biográficas de los mejores compositores de los siglos XVIII y XIX mezcladas con sus experiencias personales. El libro se publicó al año siguiente en español y en 2017 en portugués. 
En 2015 dirigió y presentó el programa This is Opera, una coproducción internacional (Brutal Media TV, RTVE y Unitel Classica) de 30 capítulos grabada en español y en inglés, donde ejerce de maestro de ceremonias, experto, pianista y animador. En España se emitió en La 2 de RTVE. El programa también se ha emitido en Alemania, Austria y Suiza (Servus TV), Italia (RAI5), Portugal (RTP2), Letonia (LTV y Lattelecom), Australia (Foxtel Arts), México (Canal 22 y Film & Arts), Colombia, Chile y Argentina (Film & Arts), Corea del Sur (NATV), Mongolia (MNB) y Singapur (Channel 5). This is Opera fue galardonado en la XXI edición de los premios Zapping como mejor programa divulgativo/cultural/documental y Ramón Gener obtuvo el premio al mejor presentador.
En 2016 publicó en español y catalán su segundo libro, El amor te hará inmortal. Un libro en el que el autor viaja por el tiempo y por el espacio de la mano de las Moiras griegas del destino. En dicho viaje, el autor conoce a distintas personalidades del mundo de la música. Trataba de entender el duelo por la muerte de su padre causada por la enfermedad de Alzheimer.
En 2017 y 2018 dirigió y presentó el programa This is Art, una coproducción (Brutal Media TV, TV3 y Movistar) de 24 capítulos grabada en catalán, español e inglés, donde Ramón Gener hace un viaje por la historia del arte a través de las emociones humanas. Además de en España, el programa se ha emitido en Italia (RAI5), Portugal (RTP2), países de la región MENA (Al-Jazeera), Croacia (HRT), Grecia, Hong Kong, México (Canal 22) y Nueva Zelanda, con lo que se ha convertido en la serie documental en catalán más vendida. This is Art fue galardonado en la XXIII edición de los premios Zapping como mejor programa divulgativo/cultural/documental.
En octubre de 2017, Ramón Gener Sala publicó Un gesto lo puede cambiar todo que copiaba los análisis de De Pokémon a Bach. Una historia de VOCES (5 de julio de 2017) y Los Miserables: la Mejor Fuga de BACH (20 de julio de 2017) de Jaime Altozano.[19] Posteriormente, Ramón Gener culpó de este plagio a un colaborador suyo, y además afirmó desconocer el trabajo de Altozano.[20] 
En 2019 dirigió y presentó el programa 200; una noche en el Prado, una miniserie de cuatro capítulos producida por RTVE para conmemorar el bicentenario del Museo Nacional del Prado de Madrid.

### Acusaciones de plagio
En 2017 se divulgó en Facebook, YouTube y otros sitios de noticias que dos de sus análisis musicales para RAC1 y Cadena SER podrían ser plagios. Su análisis "Qué hay detrás de Bohemian Rhapsody" estaba basado en un análisis de Marcelo Arce para Radio Continental el 26 de octubre de 2009 en el programa de Fernando Bravo, si bien Ramón Gener profundizaba y aportaba nuevos exámenes, comentarios y puntos de vista a la canción. El 16 de octubre de 2017 publicó Un gesto lo puede cambiar todo que copiaba el análisis de Los Miserables: la Mejor Fuga de BACH (20 de julio de 2017) de Jaime Altozano. Ramón Gener culpó del plagio a un colaborador suyo y afirmó desconocer el trabajo de Jaime Altozano. Ramón Gener alegó su inocencia, se disculpó en público después de hablar personalmente con Jaime Altozano y el agravio quedó resuelto entre ambos.

## Publicaciones
- 2014: Si Beethoven pogués escoltar-me (en catalán). Editorial Ara Llibres[16]
- 2015: Si Beethoven pudiera escucharme. Editorial Now Books[17]
- 2016: El amor te hará inmortal. Editorial Plaza & Janés[18]
- 2016: L'amor et fará immortal (en catalán). Editorial Ara llibres[19]
- 2017: Se Beethoven pudesse ouvir-me (en portugués). Editora Objectiva
- 2024: Història d'un piano (Historia de un piano: 31887). Editorial Columna[20]

## Programas de televisión
- Òpera en texans (2011, 2012, 2013). Conductor. Producido por Brutal Media para Televisió de Catalunya.
- This is Opera (2015). Conductor y director. Producido por Brutal Media, RTVE y Unitel Classica.
- This is Art (2017 y 2018). Conductor y director. Producido por Brutal Media, Televisió de Catalunya y Movistar+
- 200; una noche en el Prado (2019). Conductor y director. Producido por Brutal Media para RTVE

## Premios y reconocimientos
- Premio de las letras catalanas XLIV Ramon Llull (2024)